# Turnmills

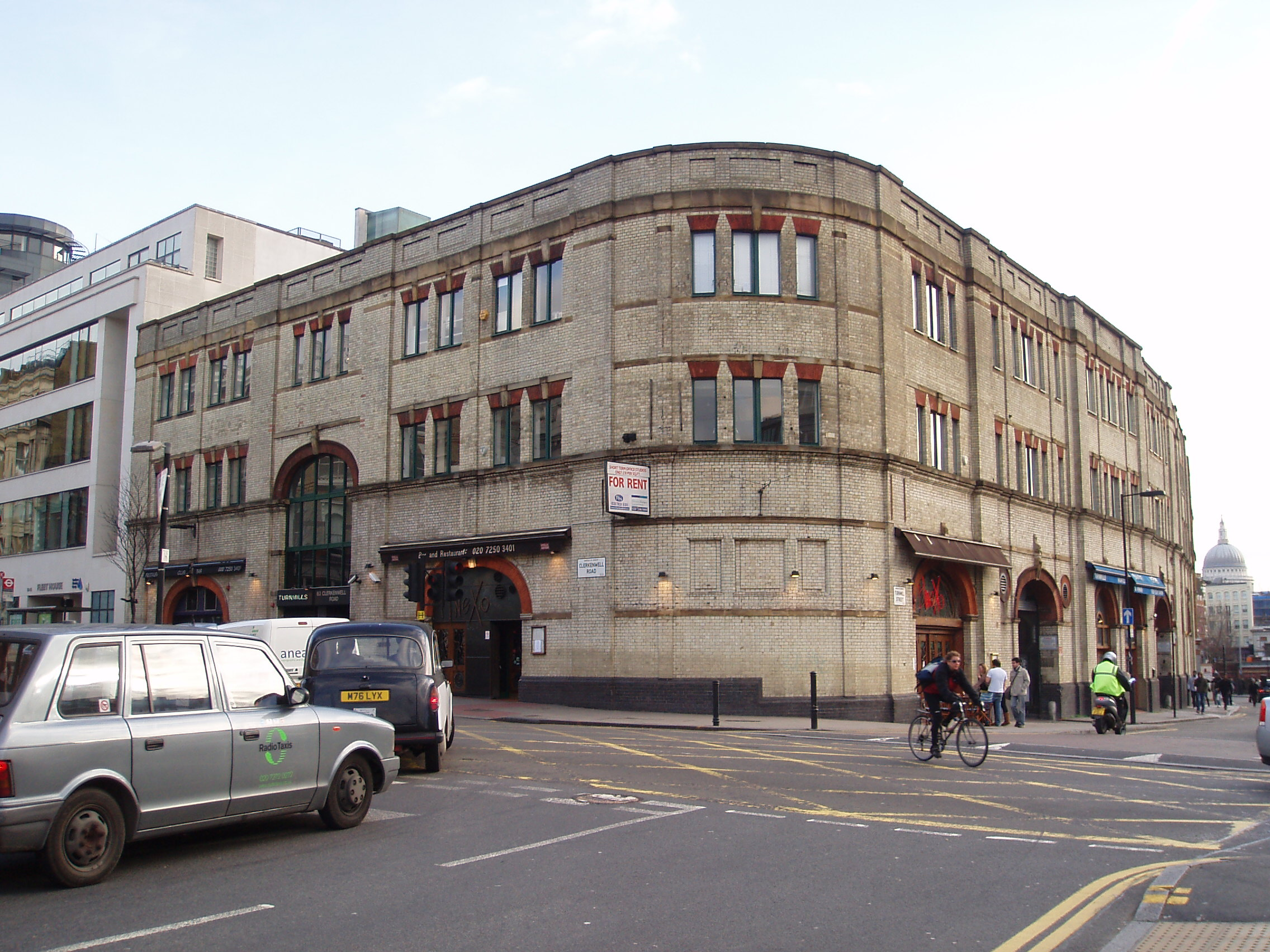
À l'extérieur de la discothèque Turnmills, au coin de Farringdon Lane et de Clerkenwell Road

Le Turnmills était une discothèque de Londres située au coin de la rue Turnmill Street et Clerkenwell Road dans le quartier de
Islington. 
Le Turnmills a été la toute première discothèque du Royaume-Uni à obtenir une licence lui permettant d'ouvrir pendant 24 heures.
Le chanteur Pete Doherty fréquente ce lieu régulièrement et y enregistre dans les studios de la discothèque. Le Turnmills appartient à la famille du Dj Tall Paul. Malheureusement ces dernières années, la discothèque souffre d'une mauvaise réputation due à des violences,[réf. nécessaire] incluant le meurtre de deux membres d'un gang à la sortie de celle-ci.
Le club invitait aussi des guests stars les vendredis soir, attirant même les plus grands noms de la house, la trance et la techno, tel que Paul Van Dyk, Armin Van Buuren, Ferry Corsten et Judge Jules. Le dj résident et copromoteur des soirées au Turnmills était Tall Paul.
Le Turmills a annoncé le 28 janvier 2008 qu'il fermerait ses portes le 23 mars 2008 en raison de l'expiration de son bail,.

## Aménagement des lieux

### Le bar principal
Une ravissante pièce du Turnmills, centrée autour de la Géante boule à facette (Tim Burton-esque) faisant tête à la silhouette située au-dessus du bar principal. Situé au cœur du centre de la discothèque, c'est un espace unique facilitant la mobilité de la cabine du DJ, avec 2 larges alcôves permettant de s'assoir et son propre système sonore.
Des boules à facettes géantes, des systèmes lumineux permettant de créer des effets et des projections d'écrans optionnelles de six pieds sur huit sont fournis pour toutes demandes visuelles.
Avec son design futuriste, le bar principal est extrêmement populaire pour tous les événements à thèmes et d'entreprises[réf. nécessaire].